# Condeixa-a-Velha
Condeixa-a-Velha is een plaats (freguesia) in de Portugese gemeente Condeixa-a-Nova en telt 3 318 inwoners (2001).